# Mondovisione (Luciano Ligabue)
| Recensione | Giudizio |
| ---------- | -------- |
| AllMusic   |          |

Mondovisione è il decimo album in studio del cantautore italiano Luciano Ligabue, pubblicato il 26 novembre 2013 dalla Zoo Aperto.

## Descrizione
Composto da 14 brani, l'album è stato prodotto, per la prima volta, da Luciano Luisi, membro del gruppo spalla che dal 2008 accompagna Ligabue in tour.
L'album è stato anticipato dal singolo Il sale della Terra, uscito il 5 settembre 2013 presentato poi dal vivo nei concerti che il cantautore ha tenuto all'Arena di Verona il 16, 17, 19, 20, 22 e 23 settembre successivi. Il 25 novembre 2013 esce il secondo singolo, accompagnato dal video, Tu sei lei; altri singoli sono stati estratti l'anno seguente.

## Il titolo e la copertina
Riguardo al titolo del disco, Ligabue ha dichiarato:
La copertina del disco, come per il precedente Arrivederci, mostro!, è stata realizzata da Paolo De Francesco. L'immagine rappresenta la Terra, vista dallo spazio, come se fosse una palla di carta accartocciata.

## Tracce
Testi e musiche di Luciano Ligabue.
1. Il muro del suono – 4:30
2. Siamo chi siamo – 4:16
3. Il volume delle tue bugie – 4:00
4. La neve se ne frega – 3:32
5. Il sale della Terra – 3:58
6. Capo spartivento – 0:41
7. Tu sei lei – 4:23
8. Nati per vivere (adesso e qui) – 3:51
9. La terra trema, amore mio – 4:00
10. Per sempre – 3:52
11. Ciò che rimane di noi – 4:40
12. Il suono, il brutto e il cattivo – 0:40
13. Con la scusa del rock'n'roll – 3:27
14. Sono sempre i sogni a dare forma al mondo – 4:34

Traccia bonus (per chi ha pre-ordinato l'album su iTunes)
1. Il sale della terra (Versione acustica) – 4:09

## Formazione
- Luciano Ligabue – voce, chitarra acustica ed elettrica, bouzouki, tastiera
- Luciano Luisi – tastiera, sintetizzatore, programmazione, chitarra acustica ed elettrica, cori
- Niccolò Bossini, Federico Poggipollini – chitarra elettrica, cori
- Kaveh Rastegar – basso
- Michael Urbano – batteria e percussioni

## Successo commerciale
In Italia, durante la prima settimana di rilevazione, Mondovisione è stato certificato disco di platino per le oltre 60 000 copie vendute, mentre nel corso della settimana successiva l'album supera le 120 000 copie, divenendo doppio disco di platino. Al termine della quinta settimana taglia il traguardo delle 200 000 copie e si aggiudica il quarto disco di platino. Il 28 gennaio 2014 è stato annunciato il quinto disco di platino per le 250 000 e a fine luglio si aggiudica il sesto disco di platino per aver raggiunto le 300 000 copie vendute. Il 28 novembre è stato pubblicato il video del brano conclusivo Sono sempre i sogni a dare forma al mondo, prodotto da G. Battista Tondo per Eventidigitali Films. Tale brano è stato inoltre il sesto ed ultimo singolo estratto dall'album.

## Classifiche

### Classifiche settimanali
| Classifica (2013) | Posizione massima |
| ----------------- | ----------------- |
| Italia            | 1                 |
| Svizzera          | 21                |

### Classifiche di fine anno
| Classifica (2013) | Posizione |
| ----------------- | --------- |
| Italia            | 1         |
| Classifica (2014) | Posizione |
| Italia            | 10        |
| Classifica (2015) | Posizione |
| Italia            | 73        |